# Gouvernement du Reich
Le gouvernement du Reich (en allemand : Reichsregierung) est le gouvernement fédéral du Reich allemand entre 1919 et 1945, sous le régime de la Constitution de Weimar.
Pensé comme un organe collégial responsable devant le Parlement, il est rapidement frappé par une forte instabilité qui découle de l'éclatement politique de l'assemblée législative. À partir de 1933 et l'arrivée au pouvoir d'Adolf Hitler, il est peu à peu vidé de ses fonctions jusqu'à devenir une institution fantoche. Il est formellement dissous en mai 1945.

## Histoire
Le gouvernement du Reich est institué en 1919 par la Constitution de Weimar.

### Précédents
Entre 1871 et 1918, l'Empire allemand n'avait pas de gouvernement formel. La conduite politique de l'État était exercée par le chancelier impérial (en allemand : Reichskanzler). Les différentes administrations ministérielles, appelées « offices » (Ämter), étaient dirigées par des secrétaires d'États (Staatssekretäre), hauts fonctionnaires soumis au chancelier.
Au cours de la révolution suivant la chute de l'Empire, un Conseil des commissaires du peuple est instauré.

### Pratique
Très rapidement, le gouvernement du Reich sombre dans l'instabilité du fait de l'éclatement politique qui prévaut au sein du Reichstag et les difficultés socio-économiques que connaît le nouvel État allemand. Aussi à partir de 1930, le président Paul von Hindenburg nomme des « gouvernements présidentiels » (Präsidialkabinette) qui ne tiennent pas compte des rapports de force parlementaires. L'instabilité s'aggrave après les élections de juillet 1932, au cours desquelles le Parti Nazi et le Parti communiste dépassent à eux deux la majorité absolue des sièges.

### Institution fantoche et dissolution

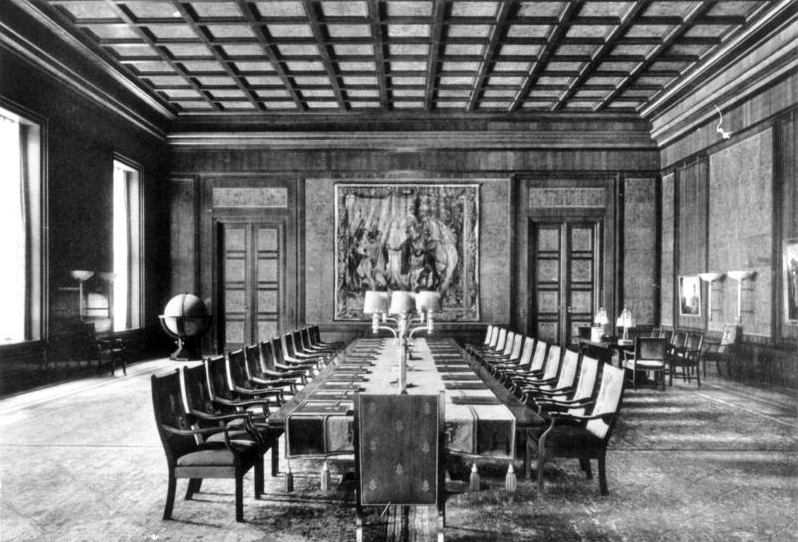
La salle du cabinet de la Nouvelle Chancellerie n'a jamais servi.

Arrivé au pouvoir en janvier 1933, Adolf Hitler fait adopter loi des pleins pouvoirs quatre mois plus tard. Elle transfère alors au gouvernement du Reich le pouvoir législatif et constituant. Bien que la Nouvelle Chancellerie du Reich (Neue Reichskanzlei) comporte une grande salle pour le conseil des ministres, celui-ci ne s'y réunit jamais et le gouvernement devient une institution fantoche.
Après le suicide d'Hitler puis de Joseph Goebbels, le président du Reich Karl Dönitz et le ministre en chef Lutz Schwerin von Krosigk tentent de rétablir depuis leur retraite de Flensbourg le fonctionnement de l'institution gouvernementale, mais celle-ci est dissoute le 23 mai 1945 par les Alliés avec la capture du dernier cabinet du Reich allemand.

## Fonctionnement
Le gouvernement est placé sous l'autorité du chancelier du Reich (Reichskanzler), nommé par le président du Reich et responsable devant le Reichstag.

### Principes

#### Collégialité

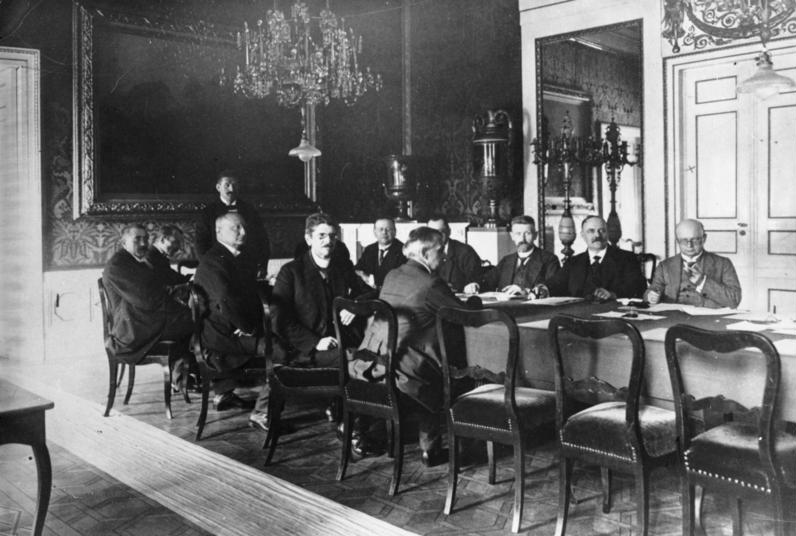
À la Chancellerie du Reich, le gouvernement se réunit en conseil des ministres.

En réaction contre l’Empire, les constituants de 1919 instaurent un gouvernement collégial, dans lequel chaque ministre décide de manière autonome et sous sa propre responsabilité des affaires relevant de son ministère.
Les ministres doivent cependant soumettre au cabinet tous les projets de loi pour discussion et approbation par l’ensemble des membres du conseil des ministres et les désaccords sur une question relevant des domaines de compétence de plusieurs ministères. Si le gouvernement doit voter, la décision est prise à la majorité et le chancelier bénéficie d'une voix prépondérante.
La Constitution accorde expressément au chancelier les fonctions de chef du gouvernement, puisqu'il « exerce la présidence du gouvernement et dirige les affaires selon un règlement intérieur établi par le gouvernement ». En outre, il « trace les lignes directrices de la politique et en porte la responsabilité devant le Reichstag ».

#### Responsabilité

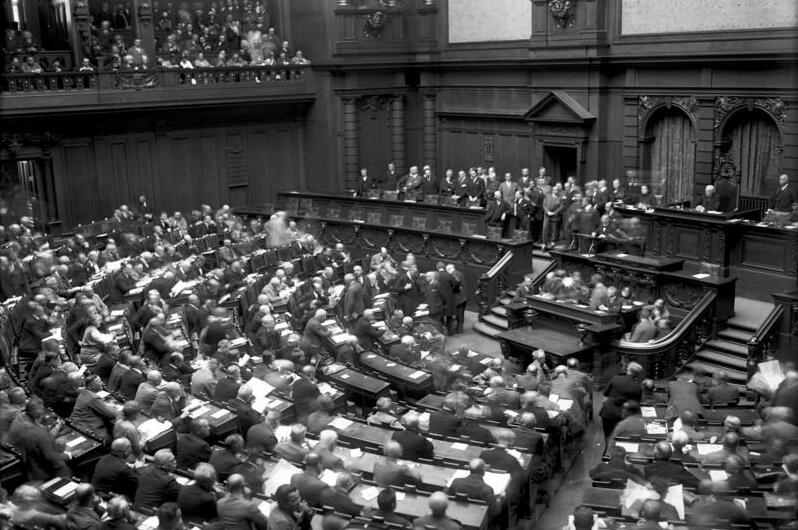
Le Reichstag peut mettre en cause la responsabilité politique du gouvernement.

Les constituants confirment le principe de la responsabilité gouvernementale introduit lors de la réforme constitutionnelle d’octobre 1918, jamais entrée en application du fait de la capitulation allemande et l'abdication du monarque.
Si le président dispose du pouvoir discrétionnaire pour nommer le chancelier, celui-ci peut être destitué, ainsi que tout ministre, par le vote d'une motion de censure par le Reichstag. À l'inverse du système en vigueur depuis 1949, cette motion ne fait que renverser le chef du gouvernement, sans lui désigner de successeur.
La Constitution de Weimar est loin du parlementarisme rationalisé de la Loi fondamentale de 1949 car elle dispose simplement que « Le chancelier du Reich et les ministres doivent, pour l'accomplissement de leurs fonctions, jouir de la confiance du Reichstag. Chacun doit démissionner si le Reichstag lui retire sa confiance par un vote exprès ».

### Ministères
1. Ministère des Affaires étrangères
2. Ministère de l'Intérieur
3. Ministère de la Justice
4. Ministère des Finances
5. Ministère de l'Économie
6. Ministère du Travail
7. Ministère de l'Alimentation et de l'Agriculture
8. Ministère de la Défense, puis de la Guerre
9. Ministère des Transports
10. Ministère des Postes
11. Ministère du Trésor (1919-1923)
12. Ministère de la Reconstruction (1919-1924)
13. Ministère des Territoires occupés (1923-1930)
14. Ministère de l'Aviation (1933-1945)
15. Ministère de l'Éducation du peuple et de la Propagande (1933-1945)
16. Ministère de la Science, de l’Éducation et de la Formation du peuple (1934-1945)
17. Ministère des Affaires religieuses (1935-1945)
18. Ministère de l'Armement (1940-1945)
19. Ministère des Territoires occupés de l'Est (1941-1945)